# Avtomatski eksterni defibrilator
Avtomatski eksterni defibrilator oziroma zunanji defibrilator (AED) je elektronska naprava za diagnosticiranje in po potrebi zdravljenje življenjsko nevarne srčne aritmije ventrikularne fibracije, ki jo lahko zdravimo z defibrilacijo. Po potrebi dovaja določeno odmerjen električni tok v srce (pogosto tudi protitok). Pri srčnem zastoju defibrilator iz neravnotežnega srčnega ritma vzpostavi ponovni sinusni ritem. Učenje uporabe AED se najpogosteje uporablja pri tečajih prve pomoči, gasilcih in so s svojo preprostostjo primerni tudi za laične uporabnike, ter nepoznavalce z manj izkušnjami na področju prve pomoči, saj so vsi koraki vodeni glasovno in z uporabo svetlobnih znakov na gumbih. 
Elektrode defibrilatorja namestimo na gol prsni koš, tako da lahko električni sunek potuje preko srca po najmanjši moži poti (desna ključnica, ter prsni koš pod rameni na levi strani). Ker so elektrode na zunanji strani imenujemo defibrilator zunanji oziroma eksterni. Ko prižgemo defibrilator in nalepimo elektrode na ponesrečenca se od njega odmaknemo, da defibrilator diagnosticira, če je potreba po električnem sunku. Po diagnosticiranju in potrebnem električnem sunku je obvezno, da je v stiku z defibrilatorjem samo ponesrečenec, drugače električni tok potuje tudi čez osebo z normalno delujočim ritmom srca in ga vrže iz ritma. Na začetku so defibrilatorje uporabljali le v zdravstvenih domovih in reševalci, zdaj pa so postavljeni na vidna mesta tudi v večjih nakupovalnih centrih, večjih tovarnah in kjer je običajno zbrana večja množica ljudi. Za lažjo prepoznavnost in vidljivost so obarvani v vpadljive barve in shranjeni v steklene omarice in z velikim napisom v bližini AED. Defibrilatorji v omarici običajno niso zaklenjeni, vendar imajo stikalo, ki sproži določen signal, da je bila omarica odprta. Prenosna različica defibrilatorja je bila izumljena v Belfastu na Severnem Irskem sredi šestdesetih let.  

## Medicinska uporaba
Medicinska uporaba Defibritorja je pogosto pomemben korak kardiopulmonalnega oživljanja (CPR). CPR je poseg, ki temelji na algoritmu in je namenjen obnovi srčne in pljučne funkcije. Defibrilacija je indicirana samo pri nekaterih vrstah srčnih aritmij, zlasti ventrikularne fibrilacije (VF) in ventrikularne tahikardije brez pulza. Če se je srce popolnoma ustavilo, kot pri asistoliji ali brez impulzne električne aktivnosti (PEA), defibrilacija ni indicirana. Defibrilacija tudi ni indicirana, če je bolnik pri zavesti ali ima pulz. Neustrezno dani električni šoki lahko povzročijo nevarne aritmije, kot je ventrikularna fibrilacija. Stopnje preživetja zunajbolnišničnih srčnih zastojev so slabe, pogosto manj kot 10%. Izid za srčne zastoje v bolnišnici je višji pri 20%. V skupini ljudi s srčnim zastojem lahko poseben srčni ritem bistveno vpliva na stopnjo preživetja. V primerjavi z ljudmi z ritmom, ki ga ni mogoče šokirati (kot je asistolija ali PEA), imajo ljudje z ritmom, ki ga je mogoče šokirati (na primer VF ali srčna ventrikularna tahikardija brez pulza), stopnje preživetja med 21-50%.

### Elektrode z ročajem
Najbolj znana vrsta elektrode (pogosto prikazana v filmih in na televiziji) je tradicionalno kovinsko veslo z izoliranim (običajno plastičnim) ročajem. To vrsto je treba držati na pacientovi koži s silo približno 11 kg, medtem ko se izvaja šok ali vrsta šokov. Vesla ponujajo nekaj prednosti pred samolepilnimi blazinicami. Številne bolnišnice v ZDA še naprej uporabljajo lopatice, v katerih so v večini primerov pritrjene gel blazinice za enkratno uporabo, zaradi lastne hitrosti, s katero je mogoče te elektrode namestiti in uporabljati. To je med srčnim zastojem ključnega pomena, saj vsaka sekunda neperfuzije pomeni izgubo tkiva. Sodobna vesla omogočajo spremljanje (elektrokardiografija), čeprav so v bolnišnicah ločeni nadzorni vodi pogosto že vzpostavljeni. Vesla so večkrat uporabna, po uporabi se očistijo in shranijo za naslednjega pacienta. Zato se gel ne nanese vnaprej in ga je treba dodati, preden se ta vesla uporabijo na pacientu. Vesla na splošno najdemo samo na ročnih zunanjih enotah.

### Samolepilne elektrode
Novejše vrste oživljajočih elektrod so zasnovane kot lepilna blazinica, ki vključuje bodisi trdni bodisi mokri gel. Te se odlepijo s podlage in po potrebi nanesejo na prsi bolnika, podobno kot katera koli druga nalepka. Nato se elektrode povežejo z defibrilatorjem, kot bi bile lopatice. Če je potrebna defibrilacija, se naprava napolni in se sproži šok, ne da bi vam bilo treba nanesti dodaten gel ali poiskati in postaviti vesla. Večina lepilnih elektrod je zasnovanih za uporabo ne samo za defibrilacijo, temveč tudi za transkutano srčni utrip in sinhronizirano električno kardioverzijo. Te lepilne blazinice najdemo na večini avtomatiziranih in polavtomatskih enot in v ne-bolnišničnih nastavitvah v celoti nadomeščajo lopatice. V bolnišnicah se lahko v primerih, ko je verjetnost srčnega zastoja (vendar se še ni), samolepilne blazinice namestijo profilaktično.
Blazinice nudijo prednost tudi neizučenemu uporabniku in zdravnikom, ki delajo v neoptimalnih pogojih na terenu. Blazinice ne zahtevajo pritrditve dodatnih kablov za spremljanje in ne zahtevajo nobene sile, ki bi se izvajala ob oddaji šoka. Tako lepilne elektrode zmanjšujejo tveganje, da bi operater prišel v fizični (in s tem tudi električni) stik s pacientom, saj je šok prisoten, tako da omogoča, da je operater oddaljen do nekaj metrov. (Tveganje električnega udara za druge ostaja nespremenjeno, prav tako tudi tveganje šoka zaradi napačne uporabe upravljalca.) Samolepilne elektrode so samo za enkratno uporabo. Uporabljajo se lahko za več šokov v enem poteku zdravljenja, vendar jih nadomestijo, če (ali v primeru), da si bolnik opomore in nato ponovno zastoj srca.